# Эгоистический анархизм
Эгоисти́ческий анархи́зм (иногда просто ана́рхо-эгои́зм) — анархическое учение, наиболее подробно описанное Максом Штирнером в его работах. Основные идеи — отторжение всех форм ограничений индивида, включая идею общественных норм и ценностей. Близко к этическому солипсизму.

## Идеи
Макс Штирнер (настоящее имя — Иоганн Каспар Шмидт) (1806—1856) — немецкий философ, по взглядам близкий к левым гегельянцам. Считается основателем философии индивидуалистического анархизма, а также предшественником нигилизма, экзистенциализма и постмодернизма.
Штирнер известен своим главным трудом «Единственный и его достояние», в котором Макс подробно описывает свою философию.
Первая публикация данной работы была в 1845 году, критики достаточно не позитивно отнеслись к взглядам Штирнера.

В основе эгоизма Макса Штирнера лежит понятие «единственного» — индивидуума, для которого авторитетом является только он сам и для которого только его желания и идеи имеют признание. Эгоизм Штирнера критикует и отвергает принципы морали, общественного договора, государственной власти и религии, так как они заявлялись противоречивыми по отношению к индивидуальной свободе и развитию. В работе «Единственный и его достояние» Штирнер выступает против всех форм ограничения индивида, включая идею общественных норм и ценностей. Он призывает к освобождению от всех внешних авторитетов и ограничений, чтобы человек мог полностью реализовать свою индивидуальность и удовлетворить свои эгоистические стремления и желания. Единственное ограничение прав человека, которое называлось Штирнером, это его сила, ограничиваемая силой других:
Дети не имеют права на совершеннолетие, потому что они несовершеннолетние: то есть потому что они дети. Народы, не добившиеся полноправия, не имеют права на полноправие: выйдя из состояния бесправия, они приобретают права на полноправие. Другими словами: то, чем ты в силах стать, на то ты имеешь право. Все права и все полномочия я черпаю в самом себе. Я имею право на всё то, что я могу осилить. Я имею право низвергнуть Зевса, Иегову, Бога и так далее, если могу это сделать, если же не могу, то эти боги всегда останутся относительно меня правыми и сильными, я же должен буду преклониться перед их правом и силой в бессильном «страхе Божием», должен буду соблюдать их заповеди и буду считать себя правым со всём, что я ни совершу согласно их праву, как русская пограничная стража считает себя вправе застрелить убегающих от неё подозрительных людей, действуя по приказу «высшего начальства», то есть убивая «по праву». Я же сам даю себе право убивать, пока я сам того не воспрещу себе, пока я сам не буду избегать убийства, не буду бояться его как «нарушения права». Подобная мысль проводится в стихотворении Шамиссо «Долина убийств», где седой убийца, краснокожий, вызывает благоговейное чувство у европейца, у которого он убил товарищей. Я только на то не имею право, чего я не делаю вполне свободно и сознательно, то есть на то, на что я сам себя не уполномочиваю.

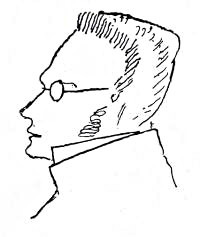
Макс Штирнер (портрет, сделанный Фридрихом Энгельсом)

Штирнер называл «призраками» (иногда в популярной культуре используется понятие «спук») всё то, что мешало развитию Единственного и угнетало его.

Штирнер утверждал, что собственность возникает благодаря мощи: 
Я не отступаю робко от вашей собственности, но всегда смотрю на нее как на свою собственность, в которой я ничего не уважаю. И вы можете делать тоже самое с тем, что вы называете моей собственностью! […] То, что находится в моей власти, принадлежит мне. Пока я утверждаю себя в качестве держателя, я являюсь собственником вещи; […]. Тот, кто может взять, защитить вещь, тому она и будет принадлежать.
При этом Штирнер предрекал создание добровольного «союза эгоистов», целью которого — сплачивание индивидов вокруг общей цели. Как только цели индивидов в союзе начинают расходиться, союз начинает распадаться. Отношение к государству у Макса Штирнера было несколько противоречивым: с одной стороны он полагал его существование незаконным, противоестественным, но не считал в то же время необходимым, чтобы люди его уничтожили, хотя он и рекомендует от него избавиться. По сути, он выступает с позиции игнорирования существования государства, — там, где оно находится в противоречии с интересами личности, и согласия с его наличием, когда их интересы совпадают. Однако, считая, что никто не обязан насильственно устранять государство, он в то же время полагал, что государство в конечном счёте разрушится в результате повсеместного распространения эгоизма. В представлении Штирнера анархизм описывается как вытекающий из стремления человеческой личности к свободе.
В России анархистский индивидуализм, разработанный Штирнером, соединённый с идеями Фридриха Ницше, привлёк небольшое количество богемных художников и интеллектуалов, таких как Лев Чёрный, и ряд других одиночек, которые находили самовыражение в преступлениях и насилии. Они отрицали необходимость создания организаций, считая, что только неорганизованные, спонтанно действующие люди обезопасены от принуждения, и именно это делало их верными последователями идеалов анархизма. Такой тип анархистского индивидуализма вдохновлял, в частности, анархо-феминистку Эмму Гольдман. Хотя эгоизм Штирнера и индивидуалистичен, тем не менее он оказывал влияние и на определённую часть анархо-коммунистов. Формы либертарного коммунизма, подобные этой, развивались Ситуационистским интернационалом, чрезвычайно, по своей природе, эгоистичным.

## Влияние

### Иллегализм
Иллегализм — течение в анархо-индивидуализме, развившееся во Франции, Италии, Бельгии и Швейцарии в начале 1900-х годов и нашла оправдание в философии Штирнера. Иллегалисты называли преступность главной частью образа жизни анархиста. Иллегалисты обычно не искали моральных оснований для своих действий, признавая лишь реальность «могущества», а не «права». По большей части незаконные действия совершались просто для удовлетворения личных желаний и потребностей, а не ради какого-то большего идеала.

### Американский анархизм
Некоторые американские анархисты-индивидуалисты, такие как Бенджамин Такер, редактор и издатель журнала Liberty, отказались от позиций естественных прав и обратились к эгоистическому анархизму Макса Штирнера. Отвергая идею моральных прав, Такер сказал, что существует только два права: «право силы» и «право договора». Он также сказал после перехода к эгоистическому индивидуализму: «В прошлые времена… у меня была привычка бойко говорить о праве человека на землю. Это была плохая привычка, и я давно от неё избавился… право на землю — это его власть над ней». Приняв штирнеровский эгоизм, Такер отверг естественные права, которые долгое время считались основой его убеждений. Этот отказ вызвал в движении ожесточённые дебаты, в которых сторонники естественных прав обвиняли эгоистов в разрушении самого индивидуалистического анархизма. Конфликт был настолько ожесточённым, что ряд сторонников естественных прав в знак протеста ушли со страниц Liberty, хотя до сих пор они были среди её частых авторов. После этого Liberty пропагандировала эгоизм, хотя его общее содержание существенно не изменилось.